# Strada statale 294 della Val di Scalve
La  strada statale 294 della Val di Scalve (SS 294), dal 2001 al 2021 strada provinciale Bresciana 294 della Val di Scalve (SP BS 294) in provincia di Brescia e strada provinciale ex strada statale 294 della Val di Scalve (SP ex SS 294) in provincia di Bergamo, è una strada statale italiana. È l'arteria principale che percorre la Val di Scalve, una vallata alpina della Lombardia divisa tra le province di Bergamo e Brescia. Nel tratto tra Angolo Terme e Dezzo di Scalve, la strada è chiamata anche via Mala.

## Storia
La strada che percorre la Val di Scalve venne realizzata nel XIX secolo per la maggior parte allargando e sistemando una rete di sentieri e mulattiere già esistente, allo scopo di consentire l'accesso alla valle dalla Val Camonica. Infatti, prima della realizzazione di questa arteria, non era possibile proseguire oltre Angolo Terme a causa della conformazione del rilievo (la valle si restringe sino a formare una profonda gola, chiusa tra due pareti rocciose), e chi avesse voluto recarsi nell'alta valle avrebbe dovuto prendere la strada del passo della Presolana oppure valicare il passo del Vivione, con tutte le difficoltà che ciò poteva comportare nei mesi invernali.

Il primo progetto fu presentato nel 1838, ma per varie cause esso non venne messo in cantiere, nonostante avesse ottenuto tutte le approvazioni necessarie. Il secondo progetto, datato 1857, venne definitivamente approvato nel 1861, dando così il via l'anno successivo alla costruzione della strada. L'opera venne completata nella primavera del 1865, e ufficialmente inaugurata il giorno di Capodanno del 1866.

La strada prese il nome di via Mala, ispirandosi all'omonima strada svizzera che scende dal passo dello Spluga e raggiunge Coira, che presenta caratteristiche simili. Infatti, la strada della Val di Scalve è stata scavata nella viva roccia di una forra, percorsa da un impetuoso torrente (il fiume Dezzo) e serrata tra due pareti rocciose dalle quali scendono numerose cascate.

Nonostante l'importanza che questa arteria rivestiva (e riveste tuttora) nella viabilità della valle, pare che l'amministrazione pubblica non ne avesse particolare cura. A prova di ciò basti ricordare che la strada venne chiusa per diversi mesi nel 1960 a causa di cedimenti strutturali causati dal disgelo, con conseguente blocco delle comunicazioni e ingenti danni economici. I vari interventi, necessari per la manutenzione ordinaria e straordinaria della strada, venivano effettuati solo dopo reiterati solleciti da parte degli amministratori locali all'autorità competente, che nel frattempo era diventata l'ANAS, subentrata alla Provincia di Bergamo.

Con l'aumento del volume del traffico e del numero dei veicoli circolanti la SS 294 si rivelò, nel tratto tra Angolo Terme e Dezzo di Scalve (fraz. di Colere), carente dal punto di vista della capacità e palesemente insicura. Allo scopo di renderla più scorrevole e conformarla agli standard di sicurezza venne interessata da una serie di lavori tra il 1985 e il 1990. In queste occasioni molti tratti furono allargati e si realizzarono ex novo delle varianti in galleria, al fine di aggirare i tratti che non potevano essere ampliati per mancanza di spazio. Oggi la SS 294, da Boario Terme a Schilpario, pur restando una strada di montagna è più funzionale e sicura.
In seguito al decreto legislativo n. 112 del 1998, dal 2001, la gestione è passata dall'ANAS alla Regione Lombardia che ha provveduto al trasferimento dell'infrastruttura al demanio della Provincia di Bergamo e della Provincia di Brescia per le tratte territorialmente competenti. Nel 2021, nell'ambito del piano Rientro Strade, l'arteria è tornata di competenza ANAS modificando lievemente i capisaldi di itinerario, includendo nel percorso l'attraversamento dell'abitato di Boario Terme, dal bivio delle terme di Boario fino all'innesto con la strada statale 42 del Tonale e della Mendola. In passato questo tratto di strada era compreso nel vecchio tracciato della SS 42, prima che lo stesso venisse declassato a strada urbana, in funzione dell'apertura della nuova variante in superstrada.
Il conteggio dei chilometri parte dalla progressiva chilometrica 0,000 in località Forno d'Allione (comune di Berzo Demo).

## Percorso inverso
La strada statale 294 inizia a Darfo Boario Terme (220 m), nei pressi dello svincolo che la mette in relazione con la strada statale 42; tocca le frazioni Sciano (325 m) e Gorzone (353 m); oltrepassa il Dezzo, attraversandolo per l'unica volta in tutto il percorso prima di entrare nel centro di Angolo Terme (411 m). Dopo averlo attraversato, in falsopiano percorre a mezza costa un tratto di valle ancora piuttosto aperto, prima di immettersi nella gola scavata dal Dezzo.

Il percorso attraverso la gola (via Mala Bergamasca) è lungo circa 8 chilometri, durante i quali la strada corre a tratti parallela al fiume, a tratti alta sopra di esso, comunque sempre in leggera salita (pendenza media 2,5%). In alcuni punti essa è scavata nella viva roccia. Ai lati dell'imbocco di alcune delle gallerie che caratterizzano questa tratta è possibile scorgere i vecchi tronchi di strada, stretti e pericolosi, che era necessario percorrere prima della realizzazione delle varianti in tunnel. Questi tronchi dismessi stanno per essere riaperti al traffico ma solo come piste ciclopedonali e itinerari naturalistici.

L'ambiente, severo ma al tempo stesso spettacolare, è reso ancora più suggestivo dalla presenza di numerose cascate che si gettano dall'alto delle pareti che rinserrano la gola.

Abbandonato il territorio camuno (provincia di Brescia) si entra in provincia di Bergamo, della quale fa parte l'alta Val di Scalve.
Al termine della gola, a una quota di 730 metri sopra il livello del mare, inizia un tratto in falsopiano; in località Dezzo di Scalve (frazione divisa tra i comuni di Colere e Azzone posta a 750 m) si staccano, sulla destra rispetto alla direzione di salita, le strade provinciali SP 59 diretta a Borno e SP 60 diretta ad Azzone, entrambe particolarmente ripide, mentre sulla sinistra confluisce la strada statale 671 della Val Seriana per il passo della Presolana che permette di raggiungere la località sciistica di Colere.

La strada lambisce il Dezzo, transitando accanto al Santuario della Madonna di Colere (ricostruito dopo il disastro del Gleno del 1923), e inizia a salire con pendenze piuttosto accentuate; si supera Sant'Andrea (843 m), dove si stacca sulla sinistra la provinciale per Vilminore di Scalve, e Dezzolo (890 m), poco oltre il quale un ulteriore bivio permette di raggiungere Vilmaggiore di Scalve.

La valle piega decisamente verso est, permettendo la vista dei massicci montuosi del Pizzo Camino e del Cimone della Bagozza che dominano l'alta valle, mentre voltando le spalle alla direzione di salita la scena è dominata dal Pizzo della Presolana che prima era nascosto alla vista.

Oltrepassato Barzesto (1077 m) e Ronco (1075 m) si giunge a Schilpario, centro di villeggiatura estiva e di sci nordico adagiato nel fondovalle, a 1124 metri di quota. Fino a non moltissimi anni or sono la strada principale ne attraversava il centro storico, oggi esiste una sorta di circonvallazione.

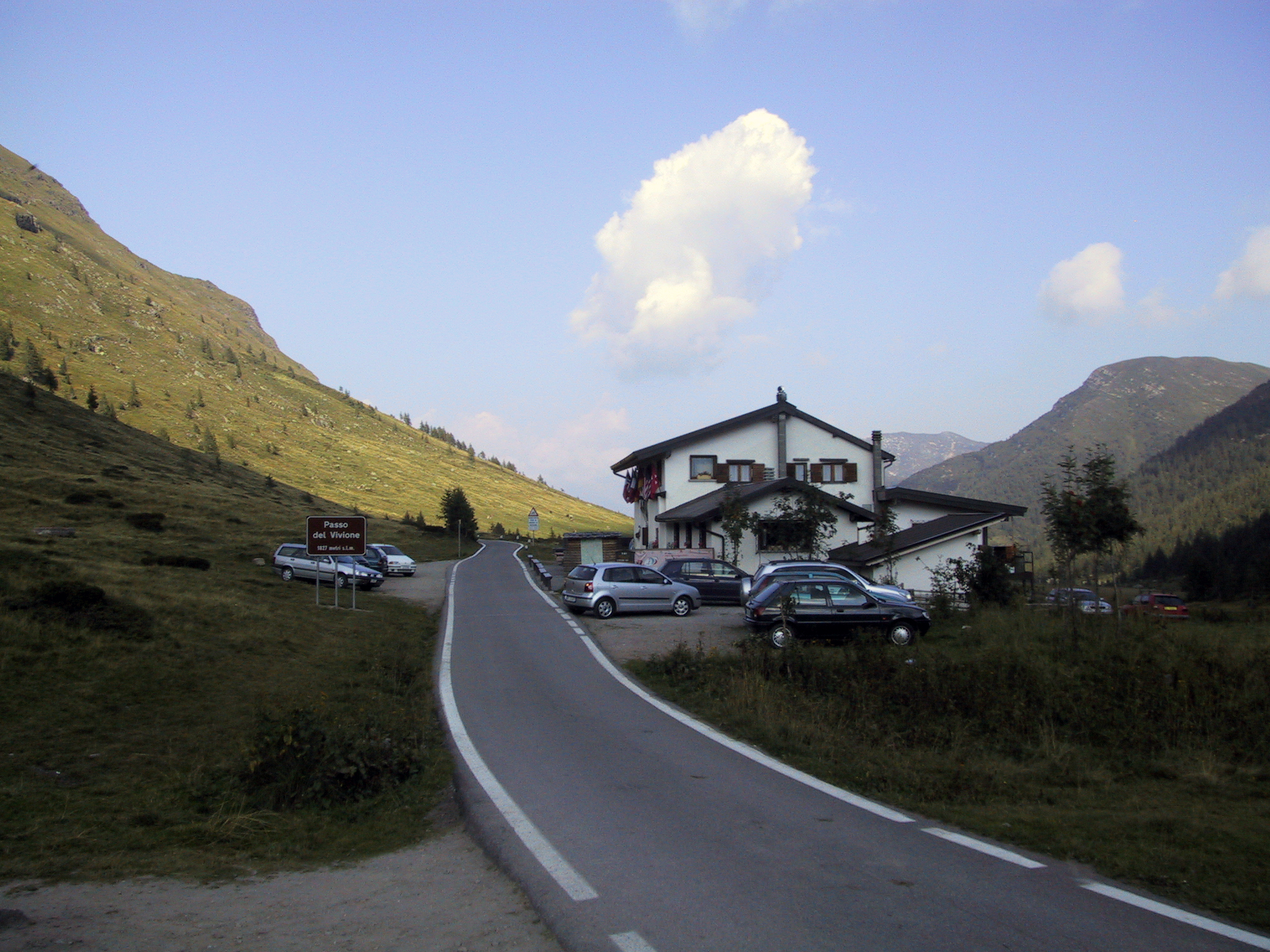
La SS 294 al passo del Vivione

Superato l'abitato di Schilpario la strada, più stretta, inizia a risalire l'alta valle, verso il passo del Vivione. Tra boschi di conifere, passando dinnanzi agli ingressi di vecchie miniere di ferro, oggi dismesse, perviene a Fondi di Scalve (m 1265), dove ha inizio l'ascesa vera e propria al passo, circa 8 chilometri, caratterizzati da sede stradale particolarmente ristretta e priva per lunghi tratti di protezioni laterali. Lungo tale percorso è necessario procedere con prudenza, a bassa velocità, in quanto il calibro stradale risulta estremamente ridotto e sono presenti una serie di tornanti con pendenze non trascurabili (media 7%, massima oltre il 12%).

Tra scenari alpestri, dominati dalle pareti calcaree del Pizzo Camino e del Cimone della Bagozza si perviene al valico, posto a 1828 m sullo spartiacque tra la Val di Scalve e la Val Paisco, tributaria della Val Camonica.
Il primo tratto della Val Paisco è amministrativamente ancora bergamasco; la strada oltrepassa il confine rientrando nella provincia di Brescia in corrispondenza del ponte sul torrente Sellero che scende dalla cima omonima e forma una suggestiva cascata ben visibile dalla strada stessa.

La discesa lungo la valle percorsa dal torrente Allione è lunga circa 15 chilometri, dei quali la sede stradale si mantiene ancora piuttosto stretta e priva in molti punti di protezioni laterali (come nel caso precedente il passaggio in contemporanea di due autovetture, in salita e discesa, risulta molto difficoltoso); gran parte del percorso è immerso in boschi di conifere. Si supera il bivio per Grumello e Loveno, due piccole frazioni del comune di Paisco Loveno, la cui sede è Paisco (843 m) a cui si perviene circa 4 km più avanti.
Gli ultimi 6 chilometri del tracciato risultano agevoli e in netta discesa, attraverso boschi di castagno; al termine del suo percorso la SS 294 si immette di nuovo nella strada statale 42 del Tonale e della Mendola in località Forno d'Allione (515 m), nel comune di Berzo Demo.
Il tratto che va da Schilpario al bivio per Grumello e Loveno, in Val Paisco, è normalmente chiuso nel periodo invernale (da dicembre ad aprile), ma può accadere che abbondanti nevicate in periodo autunnale o primaverile avanzato possano far anticipare la chiusura o posticipare l'apertura della strada.